# Ein Freund, ein guter Freund
Mit den Worten Ein Freund, ein guter Freund  beginnt der Kehrreim eines Marschliedes, das Werner Richard Heymann 1930 für die Tonfilm-Operette Die Drei von der Tankstelle geschrieben hat. Den Text dazu dichtete Robert Gilbert. Das Lied erschien 1930 im Ufaton-Verlag GmbH. in Berlin, in Frankreich bei der édition Francis Salabert in Paris.

## Kehrreim
Ein Freund, ein guter Freund,

das ist das Beste, was es gibt auf der Welt.

Ein Freund bleibt immer Freund,

auch wenn die ganze Welt zusammenfällt.

Drum sei auch nie betrübt,

wenn dein Schatz dich nicht mehr liebt.

Ein Freund, ein guter Freund,

das ist der größte Schatz, den's gibt.

## Überlieferung
In Deutschland wurde der Schlager 1930 von nahezu allen bekannten Tanzorchestern von Dajos Béla bis Marek Weber auf Grammophonplatten aufgenommen. Natürlich machten auch die Hauptdarsteller des Films, Willy Fritsch, Oskar Karlweis und Heinz Rühmann, Gesangsaufnahmen des Titels. Besonders bekannt wurde er aber durch die Interpretation des Vokalensembles Comedian Harmonists, das auch im Film zu sehen war.
In Österreich nahm der Unterhaltungssänger Otto Neuman(n) das Lied mit Begleitung des Tanzorchesters von Frank Fox bei Columbia auf.
Das Lied erschien auch als Notenrolle für mechanische Musikinstrumente im Handel. Es wurde auch auf tönenden Liedpostkarten verbreitet.

## Version
Da der Film auch in einer französischen Sprachfassung gedreht wurde, gab es auch mehrere Aufnahmen des Liedes mit den Hauptdarstellern in Frankreich. So spielte Willy Fritschs Rolle darin der rumänischstämmige Schauspieler und Sänger Henri Garat, der sich größter Beliebtheit erfreute. Er sang den Titel bei Polydor, der Schauspieler Adrien Lamy bei Columbia auf Platte. Die französische Fassung des Textes Avoir un bon copain stammt von Jean Boyer, dem Sohn des Librettisten Lucien Boyer.

## Nachleben
Die Liedzeile hat mittlerweile schon beinahe die Qualität einer Redewendung angenommen und wird vielfach zitiert. Das Lied selbst ist, in Deutschland wie in Frankreich, aufgrund seiner allgemein gültigen menschlichen Aussage in den Rang eines Volksliedes aufgerückt, das noch immer in aller Munde ist.

## Notenausgaben
Ein Freund ein guter Freund. Marschlied a. d. Tonfilm “Die Drei von der Tankstelle”. Musik von Werner R. Heymann. Worte von Robert Gilbert. UFAton Musikverlag GmbH. Berlin [1930]. Verlags Nr. 13 685.
"Le Chemin du Paradis" n° 3 : Avoir un bon copain. Marche chanté. Paroles de Jean Boyer. Musique de W. R. Heymann. édition Francis Salabert, Paris-Bruxelles-New York-Berlin. Copyr. 1930 by UFAton-Verlag GmbH. Berlin.

## Tondokumente (Auswahl)
- Ein Freund ein guter Freund. Six-eight a. d. Tonfilm-Operette der Erich Pommer-Produktion “Die Drei von der Tankstelle” (Werner Richard Heymann, Text: Rob. Gilbert) Willy Fritsch mit Trio und Orchester. Odeon O-2993 b (Be 9149), aufgen. Okt. 1930
- Ein Freund ein guter Freund. Six-eight a. d. Tonfilm-Operette der Erich Pommer-Produktion “Die Drei von der Tankstelle” (Werner Richard Heymann, Text: Rob. Gilbert) Oskar Karlweis und Heinz Rühmann mit Lewis Ruth Band. Dirigent: Werner R. Heymann. Electrola E.G.2007 / 60-1121 (Matr. ORA 8907), auch HMV AM 2968[10]
- Ein Freund ein guter Freund. Marschlied a. d. Tonfilm “Die Drei von der Tankstelle” (Heymann-Gilbert) Ben Berlin Tanz-Orchester mit deutschem Refraingesang: Leo Monosson. Grammophon 23 516 / C 40 170 (Matr. 1116 ½ BT-VI)[11]
- Ein Freund, ein guter Freund. Six-eight a. d. Tonfilm “Die Drei von der Tankstelle” (Heymann-Gilbert) Frank Fox Tanz Orchester, mit Gesang: Otto Neuman. Columbia DV.353 (Matr. WHA 244), aufgen. Wien ca. Sept. 1930
- Ein Freund ein guter Freund. Marschlied a. d. Tonfilm-Operette “Die Drei von der Tankstelle” (Werner Richard Heymann) Tanz-Orchester Dajos Béla. Odeon O-2994 a (Ki 3006), aufgen. 1930[12]
- Avoir un bon copain. Fox-trot (du film "Le Chemin du Paradis") (Heymann) Marek Weber et son Orchestre avec refrain vocal. Disque Gramophone N° Cat. K-6056 / 60-1154[13] (deutsch gesungen)
- Ein Freund, ein guter Freund. Six-eight a. d. Tonfilm “Die Drei von der Tankstelle” (Heymann-Gilbert) Kristall-Orchester mit Refraingesang. Kristall Elektro-Record Nr. 3113 (C 611-1)[14]
- Ein Freund, ein guter Freund. Six-eight a. d. Tonfilm “Die Drei von der Tankstelle” (Heymann-Gilbert) Sid Kay’s Fellows. Tri-Ergon T.E. 6097 (Matr. 04084), aufgen. Berlin, Oktober 1931[15]

Bildpostkarte
WECO Tonbild-Postkarte mit dem Lied “Ein Freund, ein guter Freund”.
Notenrollen
der Ludwig Hupfeld AG Leipzig, für:
Hupfeld Phonoliszt “Violina”
Hupfeld Animatic Clavitist
- version française:

Avoir un bon copain. Marche chantée du film parlant français "Le Chemin du Paradis" (W. R. Heymann - Jean Boyer) Henri Garat accompagné par l'Orchestre Fred Mélé. Disque Polydor n° 521.857 (mx. 4073 ½ BKP), enregistré a Paris 1930
"Avoir un bon copain" du film "le chemin du paradis" chanté par Adrien Lamy. L’orchestre dirigé par Pierre Chagnon. Paroles de Jean Boyer. Musique de Heymann. Disque Columbia n° DF.414 (mx. L 2741), enregistré en Janvier 1931